# Radio 101
Radio 101 bila je zagrebačka privatna radijska postaja u vlasništvu tvrtke Radio 101 d.o.o. Kolokvijalan naziv za Radio 101 bio je Stojedinica.

## Povijest
Radio 101 je prvo postojao pod imenom Omladinski radio koji je započeo s radom 8. svibnja 1984. kao službeni radio Saveza socijalističke omladine općine Trešnjevka. Prvi studio bio je u Studentskom domu "Stjepan Radić" odakle je djelovao sve do svibnja 1987. kada se preseljavaju u studio u Gajevoj 10 u Zagrebu. Za vrijeme pluralističkih promjena radi boljeg marketinga 1990. Omladinski radio se preimenovao u Radio 101 jer je radio stanica emitirala svoj program na frekvenciji 101 MHz. Dozvolu za rad dobio je 23. travnja 1984.
Dana 31. svibnja 2021. godine u 23:59h, radio 101 prestao je s emitiranjem svojeg programa zbog isteka kocensije, a ne ispunjenja uvjeta u novoj prijavi za produljenje koncesije.

## Medijsko djelovanje
Omladinski radio (Radio 101) bio je od samog svog početka poznat po emitiranju emisija s kontroverznim temama te je mnogo puta bio na udaru vlasti. Na primjer Franjo Tuđman, koji se 
od 1972. nije mogao pojavljivati u medijima, imao je svoj prvi javni nastup na Radiju 101 prije nego što je službeno odobren politički pluralizam u Hrvatskoj u kasnim 1980-ima.

## Problemi oko koncesije 1996. godine
Nakon što je Stojedinica trebala izgubiti koncesiju odlukom Vijeća za telekomunikacije od 20. studenoga 1996. istog je dana na Cvjetnom trgu je održan prosvjed, a oko 20:00 sati Ivan Zvonimir Čičak tadašnji predsjednika HHO-a pozvao je građane na prosvjed koji se treba održati sljedeći dan 21. studenoga na Trgu bana Jelačića u Zagrebu.
120.000 Zagrepčana i ostalih građana ustalo je protiv te odluke i okupilo se na prosvjednom skupu na glavnom zagrebačkom trgu 21. studenoga 1996. u znak podrške Radiju 101. Pritiskom Europske komisije i prijetnjom sankcijama, ali i strahom od vala građanskog neposluha koji je tih dana zahvatio gotovo cijeli glavni grad (od običnih građana, studenata, liječnika, vojnih postrojbi, poštanskih ureda...), koncesija je vraćena.

## Problemi oko koncesije 2021. godine
Radio 101 prestao je s emitiranjem svojeg programa zbog isteka kocensije, a ne ispunjenja uvjeta u novoj prijavi za koncesiju.
Vijeće za elektroničke medije: (...) ponuda ponuditelja trgovačkog društva RADIO 101 d.o.o. ne udovoljava formalnim uvjetima. U zaprimljenoj dokumentaciji ponuditelj nije dostavio potvrdu nadležne porezne uprave da su podmirene sve obveze poreznog obveznika po svim osnovama. Nadalje, utvrđeno je kako sukladno minimalnim financijskim uvjetima ponuditelj nije osigurao početna financijska sredstva za rad u visini potrebnih sredstava dovoljnih za podmirenje troškova tromjesečnog poslovanja, a prema svom poslovnom planu.
Na prijedlog Hrvoja Zovka, predsjednika Hrvatskog novinarskog društva i predstavnika radnika društva Radio 101 d.o.o., u sjedištu Agencije za elektroničke medije održao se zajednički sastanak. Zaključak sastanka je da će Vijeće u što kraćem roku raspisati novu Obavijest o namjeri davanja koncesije za područja Zagreba i Zagrebačke županije.

## Vlasnička struktura
Radio 101 bio je u vlasništvu tvrtke Radio 101 d.o.o. i vlasnički udjeli nisu bili u slobodnoj prodaji. Većinski vlasnik poduzeća bila je tvrtka Impossibile Egressus d.o.o., a 100%-tni vlasnik bio je Thomas Alexander Thimme.

## Sponzorstvo i novčani izvori
Radio 101 financirao se iz prodaje medijskog prostora, proizvodnjom reklamnih audio spotova, sponzorstva i donacije. Radio 101 kroz godine primao je donacije od: UNESCO SOS Media, Europske Komisije, Soros Foundation i Vijeća za elektroničke medije.

## Novinari i urednici
Prvi glavni urednik Omladinskoga radija bio je Veljko Jančić, prvi odgovorni urednik Dobrivoje Keber (u statusu direktora), a prvi urednici pojedinih redakcija: Bosiljko Domazet (kultura), Dražen Duilo (društvo), Željko Roško (aktualna politika) i Silvije Vrbanac (glazba).
- Ana Babić
- Hrvoje Belamarić
- Dobrivoje Keber
- Željko Matić
- Nenad Pavlica
- Tamara Pavlica
- Siniša Švec
- Silvestar Vrbanac
- Daniel Berdais
- Zlatko Balog

## Novinari i urednici kroz povijest Radija 101
- Dubravka Bratoljić
- Goran Pirš - Piro
- Neven Dubravčič - Beli
- Lidija Palić
- Sead Alić
- Nino Bantić
- Zinka Bardić
- Zlatko Balog
- Jadranka Grokša
- Vinko Grubišić
- Davor Ivanković
- Miroslav Grgić
- Željko Kardum
- Vesna Krbot
- Željko Matić
- Nataša Magdalenić
- Duško Ćurlić
- Matija Lovrec
- Davor Meštrović
- Marijan Nejašmić
- Hloverka Novak-Srzić
- Željka Ogresta
- Željko Pervan
- Davor Pocrnić
- Željko Roško
- Silvija Šeparović
- Lidija Knežević
- Ivo Škorić
- Zlatan Zuhrić - Zuhra
- Lea Bauman
- Tajana Bogdanović
- Alan Uzelac
- Zrinka Vrabec-Mojzeš
- Damir Olujić Oluja
- Toni Marošević
- Miljenko Kniewald
- Miroslav Vajdić
- Renata Belc Krog
- Galina Popović
- Igor Tomljanović
- Ante Gugo
- Ljudevit Grgurić Grga[8]

## Stečaj
11. siječnja 2011. pokrenut je stečajni postupak nad Radijem 101, koji će u idućem razdoblju voditi stečajni upravitelj Branko Petanjek jer je Radio nelikvidan i duguje oko 20 milijuna kuna, a imovina najvjerojatnije ne vrijedi više od milijun i pol.

## Vanjske poveznice
- Službena stranica Radija 101 (hrv.)
- URL za slušanje Radija 101 na Internetu  Arhivirana inačica izvorne stranice od 1. lipnja 2010. (Wayback Machine)